# مقبرة روستهوف

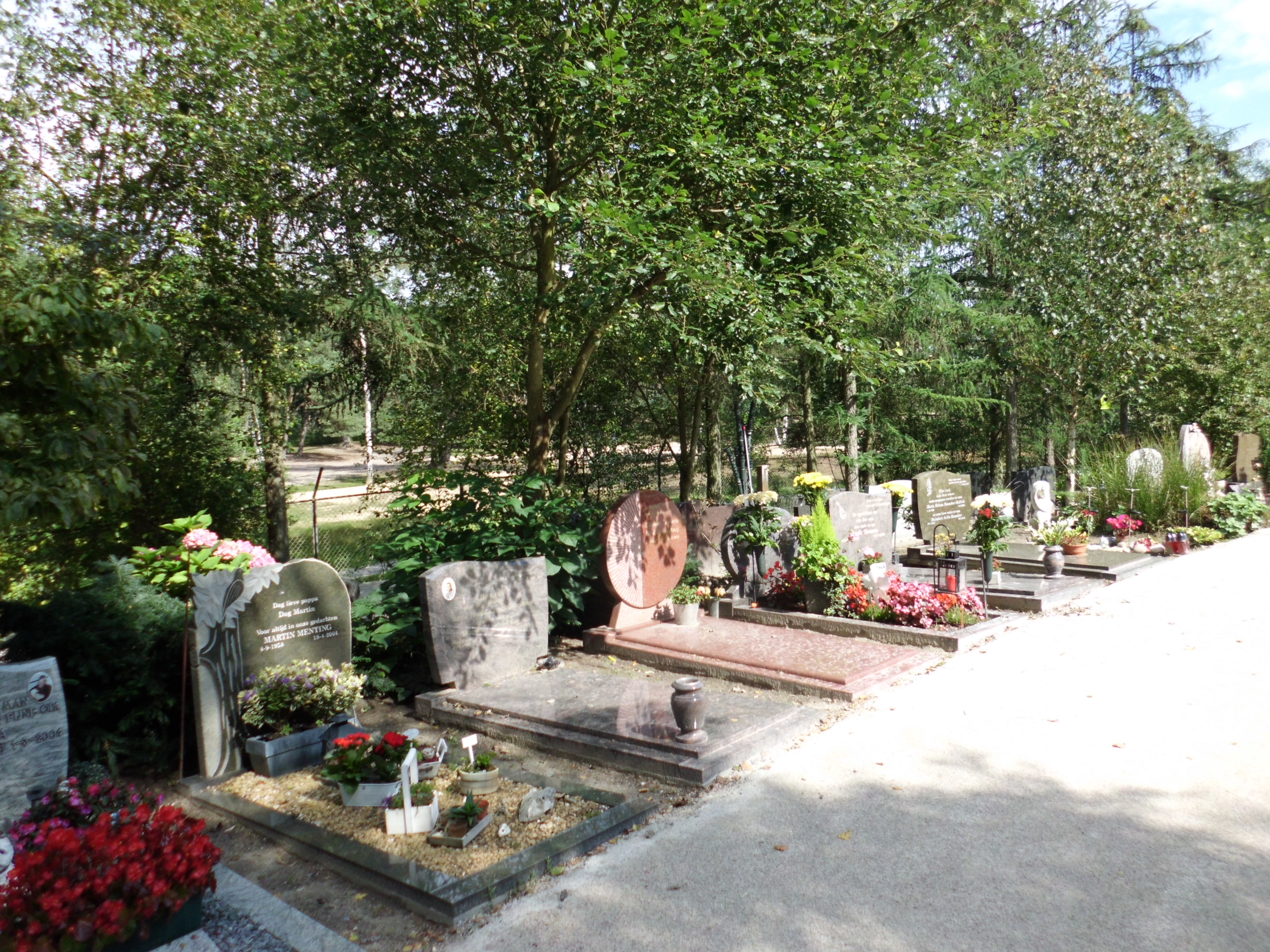

مقبرة روستهوف (بالهولندية: begraafplaats Rusthof)‏  تقع في Dodeweg 31 في لوسدن، هولندا. وهي أكبر مقبرة تخدم بلدة أمرسفورت  القريبة.

## اشخاص
إنها مقبرة مدنية جزئياً. يوجد في الأقسام العسكرية قبور ضحايا الحرب العالمية الثانية، بما في ذلك 238 جنديًا وطيارًا قتلوا في عمليات من الكومنولث البريطاني وبولندا وبلجيكا وفرنسا، وكذلك ضحايا الحرب العالمية الثانية من يوغوسلافيا واليونان والمجر ورومانيا والبرتغال وتشيكوسلوفاكيا وإيطاليا (الحرب العالمية الأولى والثانية)، بالإضافة إلى 865 جنديًا من الاتحاد السوفيتي.   جاء عدد من الضحايا السوفييت من معسكر الاعتقال امرسفورت القريبة، بما في ذلك 101 سجينًا من آسيا الوسطى. معظمهم من الأوزبك أو مواطني سمرقند، وتم إعدامهم في الغابة بالقرب من المخيم، في أبريل 1942. تم إعادة دفن الجنود السوفييت في نهاية المطاف في عام 1947/1948 فيما يُسمى «حقل الشرف الروسي» أو «مجال المجد السوفيتي».